# Giorgi Kvilitaia
Giorgi Kvilitaia (Tbilisi, Georgia, 1 de octubre de 1993) es un futbolista georgiano que juega de delantero en el Aris de Limassol de la Primera División de Chipre.

## Selección nacional
| Selección            | Año           | PJ | Goles |
| -------------------- | ------------- | -- | ----- |
| Selección sub-21     | 2015          | 4  | 0     |
| Selección de Georgia | 2016-presente | 40 | 6     |

### Participaciones en Eurocopas
| Copa          | Sede     | Resultado        | Partidos | Goles |
| ------------- | -------- | ---------------- | -------- | ----- |
| Eurocopa 2024 | Alemania | Octavos de final | 1        | 0     |

## Clubes
| Club                          | País    | Año       | PJ | Goles |
| ----------------------------- | ------- | --------- | -- | ----- |
| Sasco Tiblisi                 | Georgia | 2012-2013 | 16 | 22    |
| Győri ETO F. C.               | Hungría | 2013      | 8  | 1     |
| F. C. Dila Gori               | Georgia | 2014      | 19 | 10    |
| Győri ETO F. C.               | Hungría | 2014-2015 | 11 | 1     |
| F. C. Dinamo Tbilisi          | Georgia | 2015-2016 | 41 | 30    |
| S. K. Rapid Viena             | Austria | 2016-2018 | 67 | 22    |
| K. A. A. Gante                | Bélgica | 2018-2021 | 46 | 7     |
| Anorthosis Famagusta (cedido) | Chipre  | 2020-2021 | 37 | 15    |
| APOEL de Nicosia              | Chipre  | 2021-2024 | 96 | 33    |
| Aris de Limassol              | Chipre  | 2024-     | 28 | 8     |

## Palmarés

### Títulos nacionales
| Título                     | Club                 | País   | Año  |
| -------------------------- | -------------------- | ------ | ---- |
| Copa de Chipre             | Anorthosis Famagusta | Chipre | 2021 |
| Primera División de Chipre | APOEL de Nicosia     | Chipre | 2024 |